# Херман Ленц (награда)
Литературната награда „Херман Ленц“ (на немски: Hermann-Lenz-Preis) е учредена от немския издател и историк на изкуството Хуберт Бурда. От 1999 до 2009 г. се присъжда ежегодно на немскоезичен писател. Нареченото на Херман Ленц отличие е следовник на литературната награда „Петрарка“.
Наградата е в размер на 15 000 €.

## Носители на наградата (подбор)
- 2000: Луц Зайлер (стипендия)
- 2001: Ралф Ротман
- 2004: Валтер Капахер
- 2006: Юрген Бекер
- 2009: Фридерике Майрьокер